# Kotchandpur Upazila
Kotchandpur Upazila är ett underdistrikt i Bangladesh. Det ligger i den centrala delen av landet, 150 km väster om huvudstaden Dhaka.
Trakten runt Kotchandpur Upazila består till största delen av jordbruksmark. Runt Kotchandpur Upazila är det mycket tätbefolkat, med 1 018 invånare per kvadratkilometer.